# Nicaragua elnökeinek listája
| Név                             | Hivatali ideje                            |
| ------------------------------- | ----------------------------------------- |
| José Núñez                      | 1834. március 10. – 1835. április 23.     |
| José Zepeda                     | 1835. április 23. – 1837. január 25.      |
| José Núñez                      | 1837. január 25. – 1838 január            |
| Francisco Jiménez Rubio         | 1838 január – 1838. március 13.           |
| José Núñez                      | 1838. március 13. – 1839                  |
| Evaristo Rocha                  | 1839                                      |
| Patricio Rivas                  | 1839 június – 1839 július                 |
| Joaquín del Cosío               | 1839 július – 1839 október                |
| Hilario Ulloa                   | 1839 október – 1839 november              |
| Tomás Valladares                | 1839 november – 1840 szeptember           |
| Patricio Rivas                  | 1840 szeptember – 1841 március            |
| Pablo Buitrago                  | 1841. március 4. – 1843. április 1.       |
| Juan de Dios Orozco             | 1843. április 1. – 1843. május 31.        |
| Manuel Pérez                    | 1843. május 31. – 1844. szeptember 26.    |
| Emiliano Madriz                 | 1844. szeptember 26. – 1844. december 16. |
| Silvestre Selva                 | 1844. december 16. – 1845. január 20.     |
| Blas Antonio Sáenz              | 1845. január 20. – 1845. április 4.       |
| José León Sandoval              | 1845. április 4. – 1847. március 12.      |
| Miguel R.Morales                | 1847. március 12. – 1847. április 6.      |
| José María Guerrero             | 1847. április 6. – 1849. január 1.        |
| Toribio Terán                   | 1849. január 1. – 1849 március            |
| Benito Rosales                  | 1849 március – 1849. április 1.           |
| Norberto Ramírez                | 1849. április 1. – 1851. április 1.       |
| Justo Abaunza                   | 1851. április 1. – 1851. május 1.         |
| Laureano Pineda                 | 1851. május 5. – 1851. augusztus 4.       |
| Justo Abaunza                   | 1851. augusztus 4. – 1851. november 11.   |
| José de Jesús Alfaro            | 1851. augusztus 11. – 1851. november 2.   |
| Laureano Pineda                 | 1851. november 11. – 1853. április 1.     |
| Fruto Chamorro                  | 1853. április 1. – 1854. április 30.      |
| Fruto Chamorro                  | 1854. április 30. – 1855. március 12.     |
| José María Estrada              | 1855. március 12. – 1855. október 22.     |
| Patricio Rivas                  | 1855. október 22. – 1857. június 24.      |
| Máximo Jerez (Junta)            | 1857. június 24. – 1857. október 19.      |
| Tomás Martínez (Junta)          | 1857. június 24. – 1857. október 19.      |
| Gregorio Juárez (Junta)         | 1857. október 19. – 1857. november 15.    |
| Rosalío Cortés (Junta)          | 1857. október 19. – 1857. november 15.    |
| Tomás Martínez                  | 1857. november 15. – 1867. március 1.     |
| Fernando Guzmán                 | 1867. március 1. – 1871. március 1.       |
| José Vicente Cuadra             | 1871. március 1. – 1875. március 1.       |
| Pedro Joaquín Chamorro          | 1875. március 1. – 1879. március 1.       |
| Joaquín Zavala                  | 1879. március 1. – 1883. március 1.       |
| Adán Cárdenas                   | 1883. március 1. – 1887. március 1.       |
| Evaristo Carazo                 | 1887. március 1. – 1889. augusztus 1.     |
| David Osorno                    | 1889. augusztus 1. – 1889. augusztus 5.   |
| Roberto Sacaza                  | 1889. augusztus 5. – 1891. január 1.      |
| Ignacio Chávez                  | 1891. január 1. – 1891. március 1.        |
| Roberto Sacaza                  | 1891. március 1. – 1893. július 11.       |
| Salvador Machado                | 1893. július 11. – 1893. július 15.       |
| Joaquín Zavala                  | 1893. július 16. – 1893. július 25.       |
| José Santos Zelaya              | 1893. július 25. – 1909. december 21.     |
| José Madriz                     | 1909. december 21. – 1910. augusztus 20.  |
| José Dolores Estrada            | 1910. augusztus 20. – 1910. augusztus 27. |
| Luis Mena                       | 1910. augusztus 27. – 1910. augusztus 30. |
| Juan José Estrada               | 1910. augusztus 30. – 1911. május 9.      |
| Adolfo Díaz                     | 1911. május 9. – 1917. január 1.          |
| Emiliano Chamorro Vargas        | 1917. január 1. – 1921. január 1.         |
| Diego Manuel Chamorro Bolaños   | 1921. január 1. – 1923. október 12.       |
| Bartolomé Martínez              | 1923. október 12. – 1925. január 1.       |
| Carlos José Solórzano           | 1925. január 1. – 1926. március 14.       |
| Emiliano Chamorro Vargas        | 1926. március 14. – 1926. november 11.    |
| Sebastián Uriza                 | 1926. november 11. – 1926. november 14.   |
| Adolfo Díaz                     | 1926. november 14. – 1929. január 1.      |
| José María Moncada Tapia        | 1929. január 1. – 1933. január 1.         |
| Juan Bautista Sacasa            | 1933. január 1. – 1936. június 9.         |
| Carlos Alberto Brenes Jarquín   | 1936. június 9. – 1937. január 1.         |
| Anastasio Somoza García         | 1937. január 1. – 1947. május 1.          |
| Leonardo Argüello               | 1947. május 1. – 1947. május 27.          |
| Benjamín Lacayo Sacasa          | 1947. május 27. – 1947. augusztus 15.     |
| Víctor Manuel Román y Reyes     | 1947. augusztus 15. – 1950. május 6.      |
| Anastasio Somoza García         | 1950. május 21. – 1956. szeptember 29.    |
| Luis Anastasio Somoza Debayle   | 1956. szeptember 29. – 1963. május 1.     |
| René Schick Gutiérrez           | 1963. május 1. – 1966. augusztus 3.       |
| Lorenzo Guerrero Gutiérrez      | 1966. augusztus 4. – 1967. május 1.       |
| Anastasio Somoza Debayle        | 1967. május 1. – 1972. május 1.           |
| Roberto Martínez Lacayo         | 1972. május 1. – 1973. március 1.         |
| Fernando Bernabé Aguerro Rocha  | 1972. május 1. – 1973. március 1.         |
| Alfonso Lovo Cordero            | 1972. május 1. – 1973. március 1.         |
| Roberto Martínez Lacayo (Junta) | 1973. március 1. – 1974. december 1.      |
| Edmundo Paguaga Irías (Junta)   | 1973. március 1. – 1974. december 1.      |
| Alfonso Lovo Cordero            | 1973. március 1. – 1974. december 1.      |
| Anastasio Somoza Debayle        | 1974. december 1. – 1979. július 17.      |
| Francisco Urcuyo Maliaños       | 1979. július 17-18.                       |
| Daniel Ortega Saavedra          | 1985. január 10. – 1990. április 25.      |
| Violeta Barrios de Chamorro     | 1990. április 25. – 1997. január 10.      |
| Arnoldo Alemán                  | 1997. január 10. – 2002. január 10.       |
| Enrique Bolaños Geyer           | 2002. január 10. – 2007. január 10.       |
| Daniel Ortega Saavedra          | 2007. január 10. óta                      |